# 川島町児島
川島町児島（かわしまちょうこじま）は、徳島県吉野川市の大字。郵便番号は〒779-3305。

## 地理
吉野川市の北部に位置。東は川島町桑村、南は学島川を隔てて川島町学、西は川島町三ツ島、北は阿波市に接する。
当地は学島川と吉野川に挟まれ、両河川によって堆積された砂壌土で、学島排水機場の完成によって、内水による浸水もなくなり、稲作やその裏作として、ビール麦・ニンニク・野菜が栽培される。

### 河川
- 吉野川
- 学島川

### 小字
- 北岡
- 喜来
- 呉島
- 下女辻
- 正境
- 長池
- 奈良
- 西須賀
- 東須賀
- 日和女
- 前池北

## 歴史
- 2004年（平成16年）10月1日 - 麻植郡川島町が鴨島町・山川町・美郷村と合併して吉野川市となり、現在の町名となる。

## 施設
- 八幡神社
- 児島住宅団地

## 交通

### 道路
国道
- 国道192号

都道府県道
- 徳島県道125号市場学停車場線
- 徳島県道244号山川川島線